# Walter Heid
Walter Heid (* 4. Juni 1925 in Neupotz; † 12. November 2003 in Germersheim) war ein deutscher Politiker (CDU).

## Leben und Beruf
Nach dem Besuch der Volksschule in Neupotz von 1931 bis 1938 sowie der kaufmännische Berufsschule Kandel absolvierte er von 1939 bis 1942 eine Ausbildung als Industriekaufmann. Im Jahr 1942 schloss er diese mit der Kaufmannsgehilfenprüfung ab. Nach RAD, Kriegsdienst (zuletzt Leutnant d. Res.) war er in amerikanischer Kriegsgefangenschaft bis Oktober 1945.
Von 1945 bis 1946 war Heid im elterlichen Betrieb tätig. Daraufhin war er bis 1955 Geschäftsführer der Raiffeisenbank Neupotz. Ab 1956 war er als selbstständiger Kaufmann (Früchtegroßhandelsbetrieb) in Rülzheim aktiv.

## Partei
Heid schloss sich 1948 der JU und 1952 der CDU an. In der CDU war er u. a. Vorsitzender des CDU-Ortsverbands Rülzheim, Vorsitzender des CDU-Kreisverbands Germersheim und Mitglied des Bezirksvorstands Rheinhessen-Pfalz. 

## Abgeordneter
Heid war vom 18. Mai 1971 bis 17. November 1981 Mitglied des rheinland-pfälzischen Landtages. Dort gehörte er in der 7. Wahlperiode u. a. dem Ausschuss für Landwirtschaft und Weinbau und dem Ausschuss für Wirtschaft und Verkehr an. In der 8. Wahlperiode war er Mitglied im Ausschuss für Landwirtschaft, Weinbau und Umweltschutz und im Ausschuss für Wirtschaft und Verkehr. In der 9. Wahlperiode war er im Ausschuss für Landwirtschaft, Weinbau und Forsten, im Ausschuss für Umwelt und im Ausschuss für Wirtschaft und Verkehrs tätig.

## Sonstiges Engagement
Er war Mitglied im Aufsichtsrat der Südpfälzer Volksbank Landau, der Vollversammlung der IHK Ludwigshafen und 25 Jahre Erster Vorsitzender und dann Ehrenpräsident des Obst- und Gemüsegroßhandelsverbands der Pfalz.

## Ehrungen
- Bundesverdienstkreuz am Bande (1979)[1]

Das Land Rheinland-Pfalz ehrte ihn mit der Verleihung der Freiherr-vom-Stein-Plakette.